# جان تالند
جان تالند (انگلیسی: John Toland; ۳۰ نوامبر ۱۶۷۰ – ۱۱ مارس ۱۷۲۲) فیلسوف، متخصص الهیات، طنزنویس، و نویسنده اهل ایرلند بریتانیا بود. او آثار بسیاری در زمینه فلسفهٔ سیاسی و فلسفهٔ دین نوشت. او را پیام‌آور عصر روشنگری می‌دانند. او در ایرلند متولد شد و در دانشگاه گلاسگو، دانشگاه ادینبرو، دانشگاه لیدن، و دانشگاه آکسفورد به تحصیل پرداخت. تالند با ایمان کاتولیک رومی بار آمده بود؛ اما در جوانی به آیین پروتستان گروید. به شدت تحت تأثیر فلسفهٔ دوستش جان لاک بود.
اولین و مشهورترین اثر جان تالند مسیحیت مرموز نیست نام دارد که در سال ۱۶۹۶ به‌صورت ناشناس به چاپ رسید. به گفتهٔ او در این کتاب:
این رساله‌ای است که در آن نشان داده می‌شود که در انجیل نه چیزی مخالف عقل است و نه بالاتر از آن.
هیئت قضات عالی میدل سکس و دوبلن از دو سوی دریای ایرلند دست اتفاق به هم دادند و کتابش را محکوم کردند، آن را جلوی در مجلس ایرلند سوزاندند، و خود تالند هم به زندان محکوم شد. تالند به انگلستان گریخت، اما چون نتوانست در آنجا شغلی بیابد، به اروپای قاره‌ای مهاجرت کرد. چند زمانی در دربار شاهزاده سوفیا، همسر برگزیننده هانوور و دخترش سوفیا شارلوت، ملکه پروس، به احترام زیست. تالند پس از یک زندگی پرماجرا در انگلستان به یک زندگی فقیرانه گرفتار آمد و بر اثر بیماری علاج ناپذیری در سال ۱۷۲۲ در سن پنجاه و دو سالگی درگذشت.